# Monahans (processore)

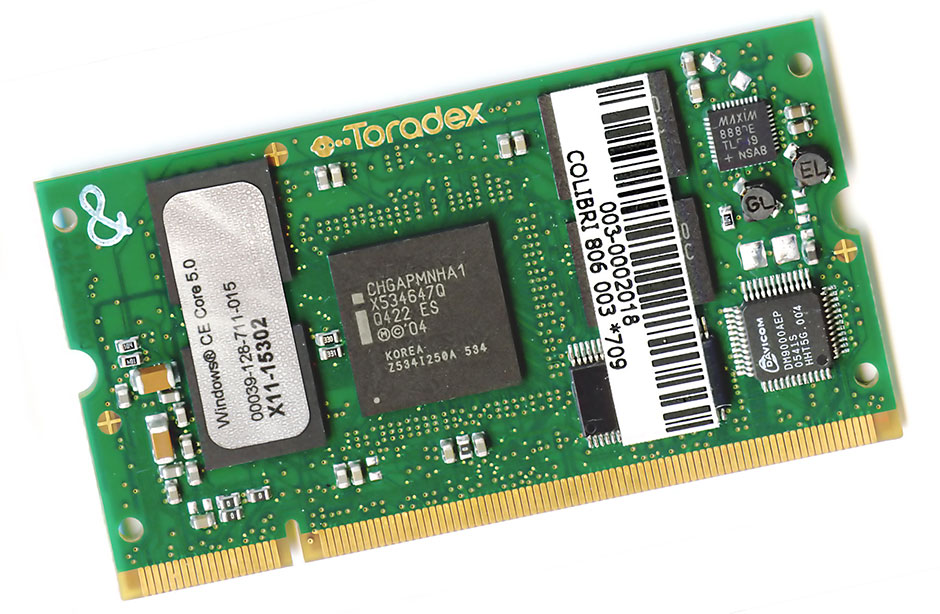
Toradex Colibri in SO-DIMM con un XScale Monahans PXA29X

Monahans è il nome in codice della terza evoluzione del processore XScale, inizialmente sviluppato da Intel, per i computer palmari. Facendo parte della famiglia XScale si tratta ancora di un processore non compatibile con l'architettura X86.

## L'abbandono dell'intero progetto XScale
Il 5 giugno 2006 Intel ha dichiarato, per voce del CEO Pat Gelsinger, di aver interrotto lo sviluppo di tutti i progetti appartenenti alla famiglia XScale per aderire alla recente politica di ristrutturazione interna dell'azienda, mirante al taglio degli investimenti nei settori meno redditizi. Malgrado la validità del progetto infatti, Intel non è mai riuscita a "sfondare" anche in questo settore tuttora dominato dalle soluzioni di Texas Instruments, forse anche a causa della incompatibilità con il mondo x86.
Un mese dopo l'intera divisione XScale della Intel è stata venduta ad uno dei suoi partner, la Marvell Technology Group per 600 milioni di dollari, che ha dichiarato di voler continuare lo sviluppo di questa famiglia di processori.

## Caratteristiche tecniche
Rispetto ai core precedenti per la famiglia XScale, Monahans introduce significative innovazioni per una CPU pensata per pocket PC e telefoni cellulari di ultima generazione. Il clock dovrebbe probabilmente arrivare fino a 1 GHz con possibilità di ulteriori miglioramenti successivi.
Questi miglioramenti comprendono anche 3 differenti tecnologie integrate nel processore per potenziare la gestione di video, audio e cattura audio-video. Inoltre, a differenza delle precedenti generazioni, il suo sviluppo è stato portato avanti tenendo come riferimento proprio i telefoni mobili come riferimento, in modo da poter supportare forme più veloci di comunicazioni wireless.
In quest'ottica, tra le tecnologie implementate sono da rimarcare Wireless Intel SpeedStep e Intel MusicMax per la gestione del consumo energetico che prevede l'impiego di differenti impostazioni per meglio rispondere alle richieste di potenza di calcolo. Presente inoltre la tecnologia Intel VideoMax che abilita il supporto a video codificati in formato H.264 a 30 fotogrammi/secondo. Monahans supporta inoltre sensori fotografici fino a 5 megapixel.

### Nuovi modelli commercializzati da Marvell
Marvell ha annunciato la disponibilità, a partire dai primi mesi del 2007, della famiglia di processori PXA3xx, basati sul core Monahans, conosciuti con il nome in codice di Monahans.
Di seguito le caratteristiche dei modelli annunciati:
- PXA320 "Monahans-P" - clock di 806 MHz - atteso per il primo trimestre 2007
- PXA300 "Monahans-L" - clock di 624 MHz - (dedicato ai dispositivi mainstream, sui quali si conta di fare i maggior volumi di vendita)
- PXA310 "Monahans-LV" - clock di 624 MHz - (dedicato a soluzioni orientate verso la multimedialità personale, come riproduzione di contenuti video e audio)

Marvell ha inoltre dichiarato che la famiglia PXA3xx è compatibile con l'architettura ARM, permettendo quindi un agevole porting delle applicazioni sulle nuove piattaforme.